# 野牛草属
野牛草属（学名：Buchloe）是禾本科下的一个属，为多年生、矮小、匍匐草本植物。该属仅有野牛草（Buchloe dactyloides）一种，分布于北美和墨西哥。